# Jasem Yacob
Pour les articles homonymes, voir Yacob.
Jasem Yacob Sultan Al Besara (arabe : جاسم يعقوب) (né le 25 octobre 1953 à Koweït City au Koweït) est un footballeur international koweïtien, qui évoluait au poste d'attaquant.

## Biographie

### Carrière en sélection
Avec l'équipe du Koweït, il inscrit 34 buts entre 1972 et 1982 [réf. nécessaire]. 
Il figure dans le groupe des sélectionnés lors de la coupe du monde de 1982. Lors du mondial, il joue deux matchs : contre la Tchécoslovaquie puis la France.
Il participe également aux JO de 1980, où son équipe atteint les quarts de finale. Il marque deux buts lors du tournoi olympique organisé en URSS.

## Palmarès
| Qadsia SC - Championnat du Koweït (6) : - Champion : 1968-69, 1970-71, 1972-73, 1974-75, 1975-76 et 1977-78. - Coupe du Koweït (4) : - Vainqueur : 1971-72, 1973-74, 1974-75 et 1978-79. |  | Koweït - Coupe du Golfe des nations (4) : - Vainqueur : 1972, 1974, 1976 et 1982. - Meilleur buteur : 1974 (6 buts). |